# Krauthausen-Jülicher Mühlenteich
Der Krauthausen-Jülicher Mühlenteich ist ein von der Rur abgehender Kanal im Kreis Düren in Nordrhein-Westfalen. Er ist etwa 10 km lang und mündet im Innenstadtbereich von Jülich in der Nähe des Bahnhofs in den Ellebach, der wiederum im Norden Jülichs der Rur zufließt. Ein Teil des Mühlenteich-Wassers wird schon zuvor bei Altenburg wieder in die Rur zurückgeleitet.

## Geographie

### Verlauf

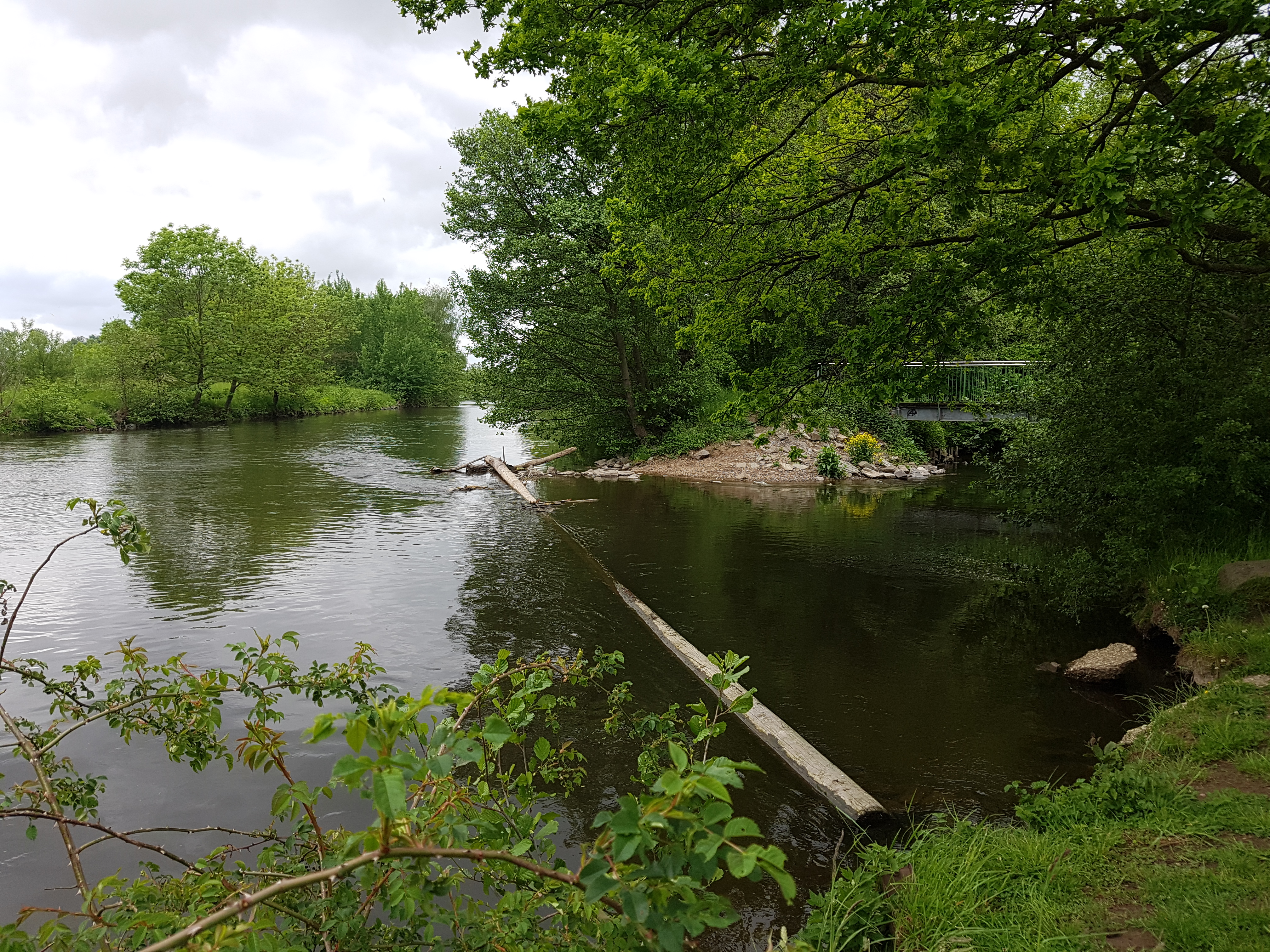
Abschlag von der Rur (links) bei Selhausen, Blick nach Norden (in Fließrichtung)
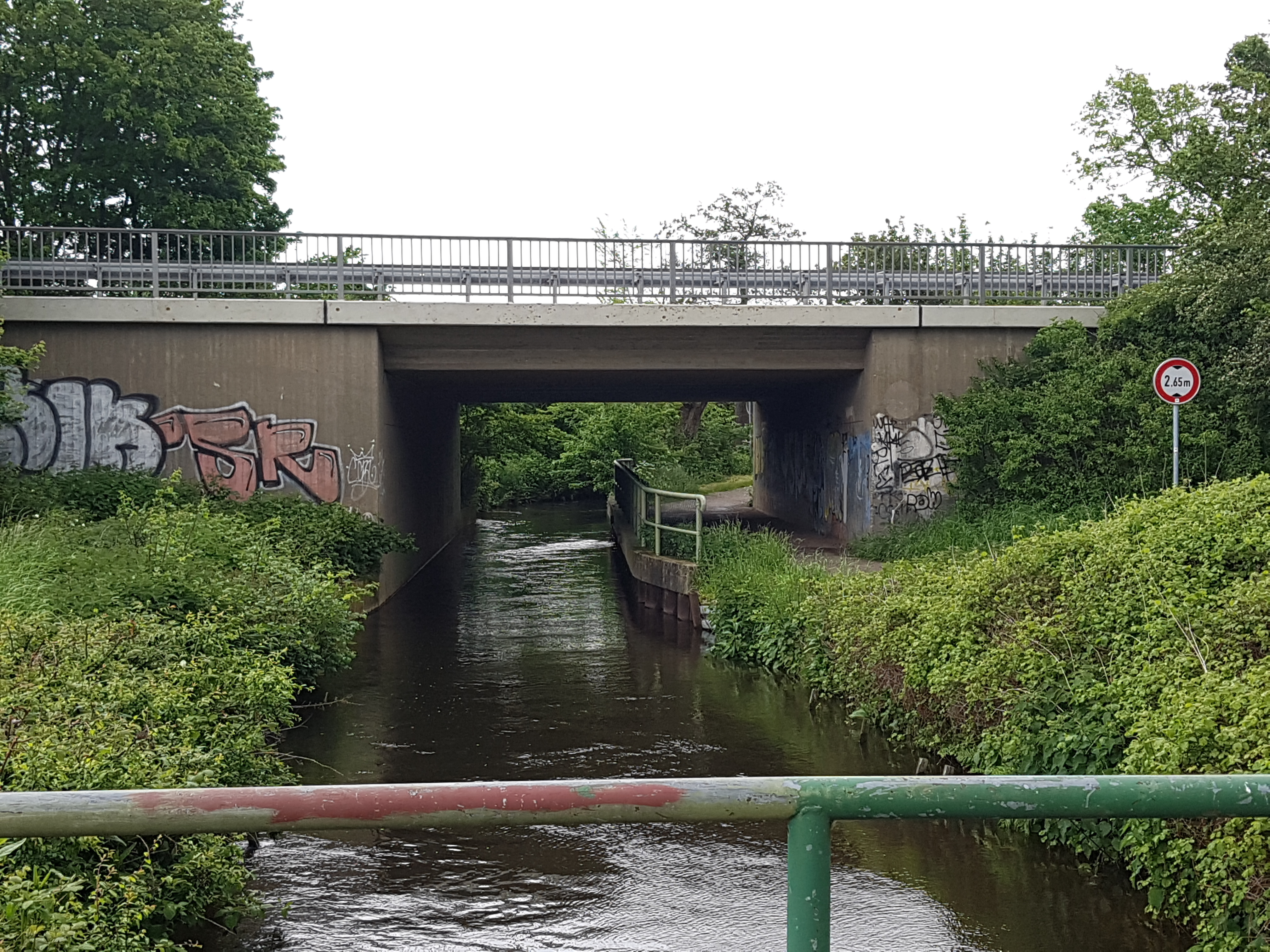
Kombinierte Straßenbrücke (B 56) für Mühlenteich und Feldweg bei Selgersdorf
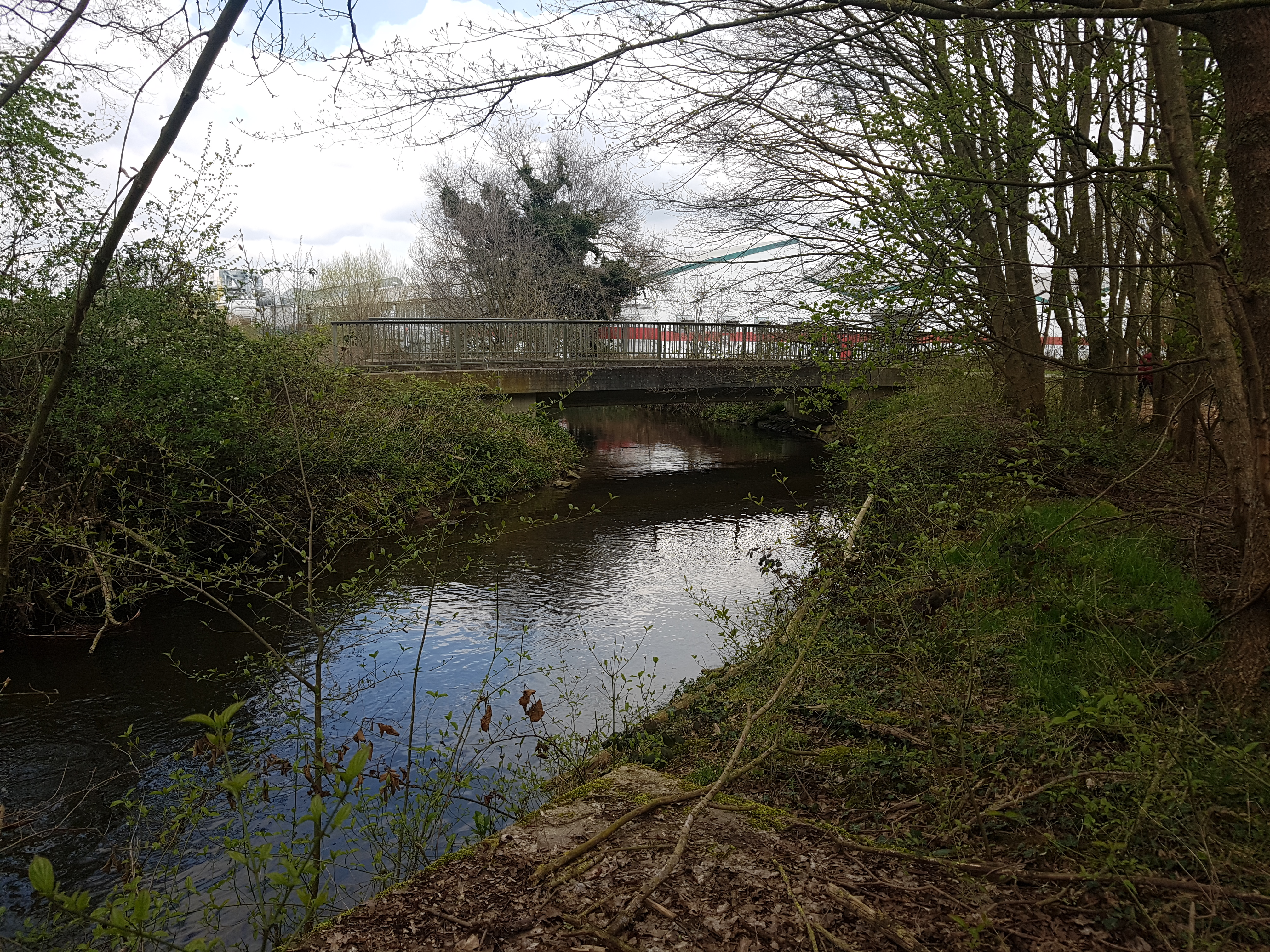
Brücke eines Feldweges bei Jülich-Süd, direkt dahinter überquert der Mühlenteich ein anderes Gewässer
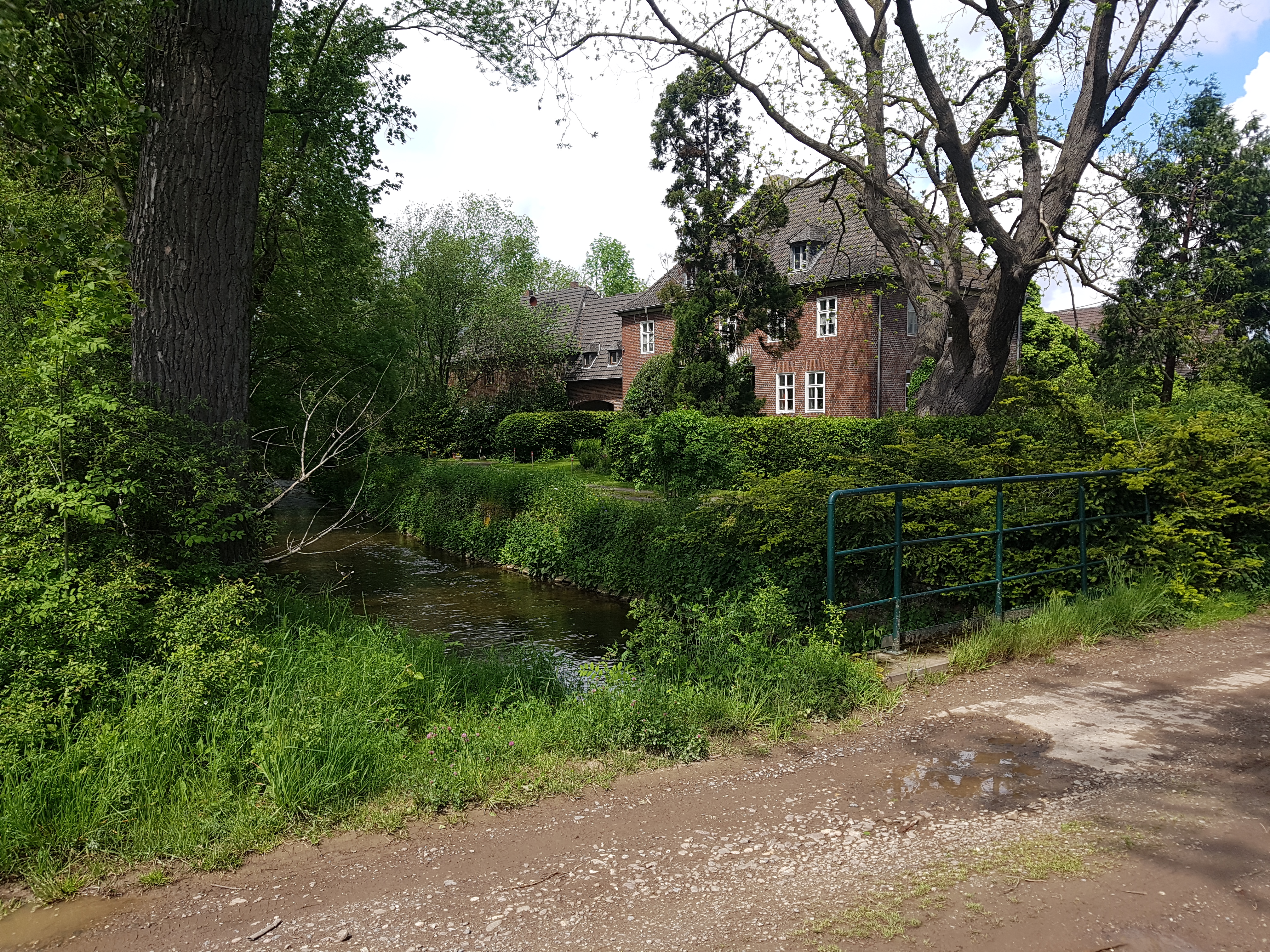
Bei Gut Lorsbeck
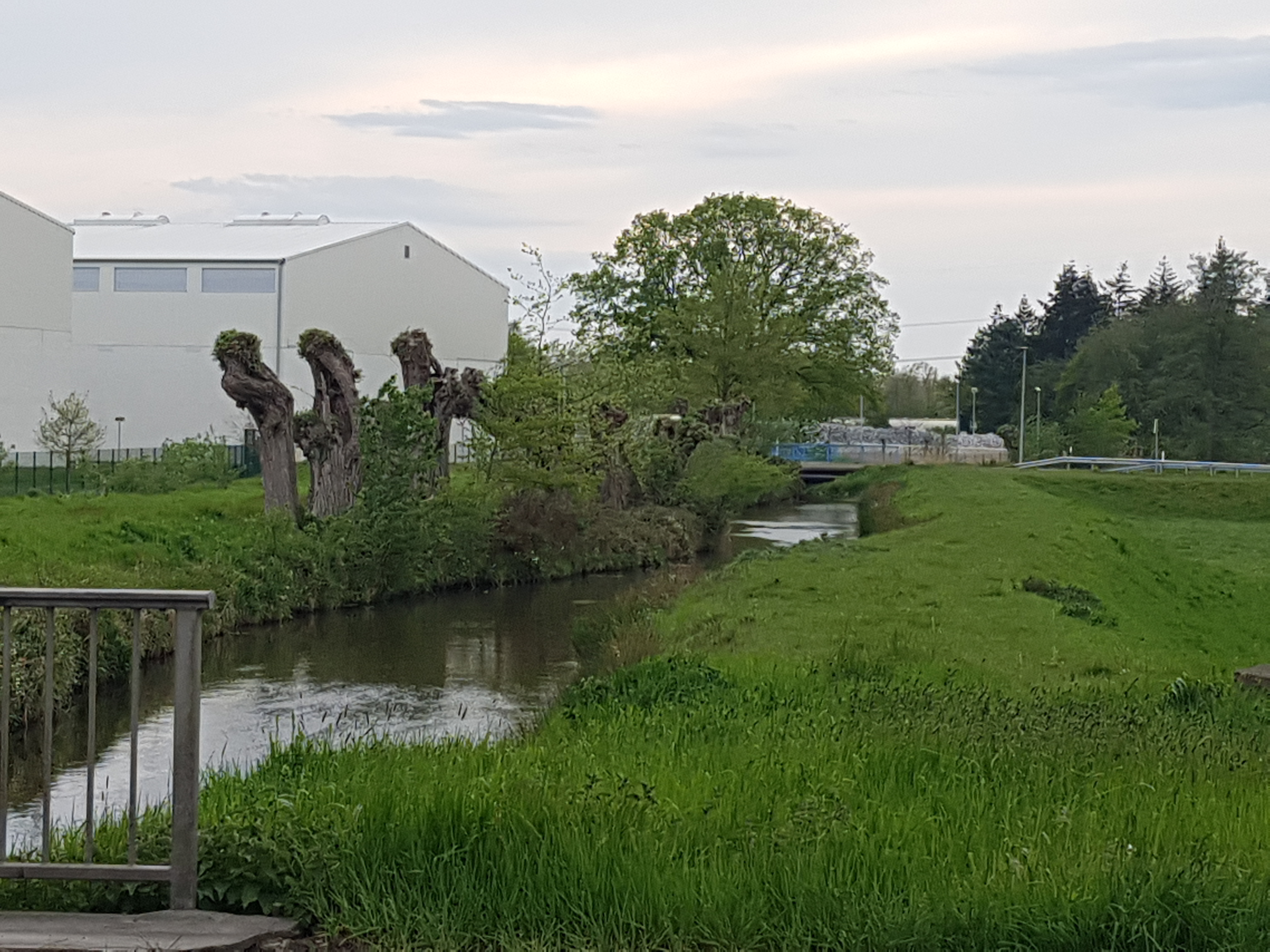
An den neuen Verpackungshallen der Zuckerfabrik
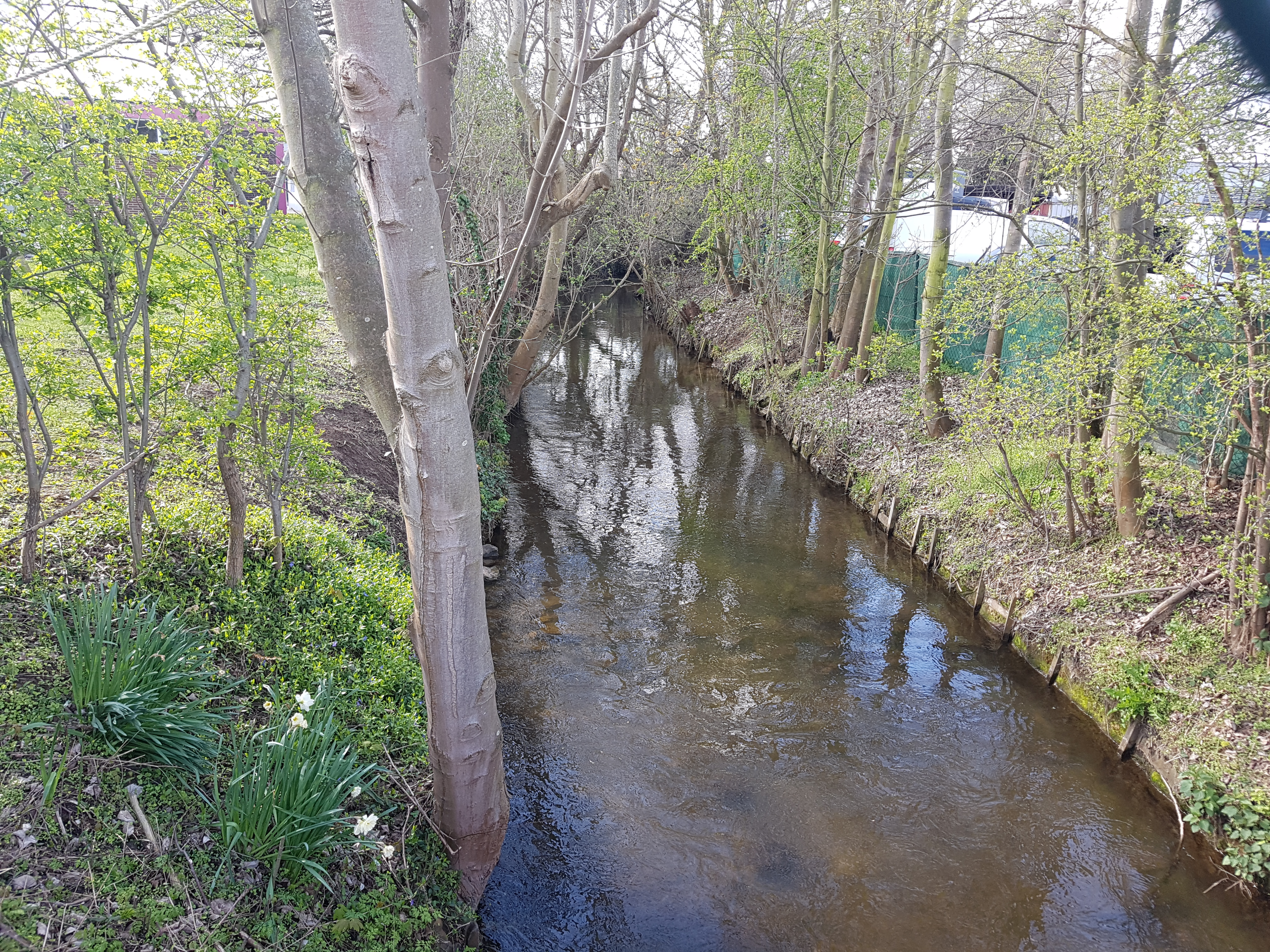
Bei Karthaus nahe der Unterführung unter der Straße Königskamp
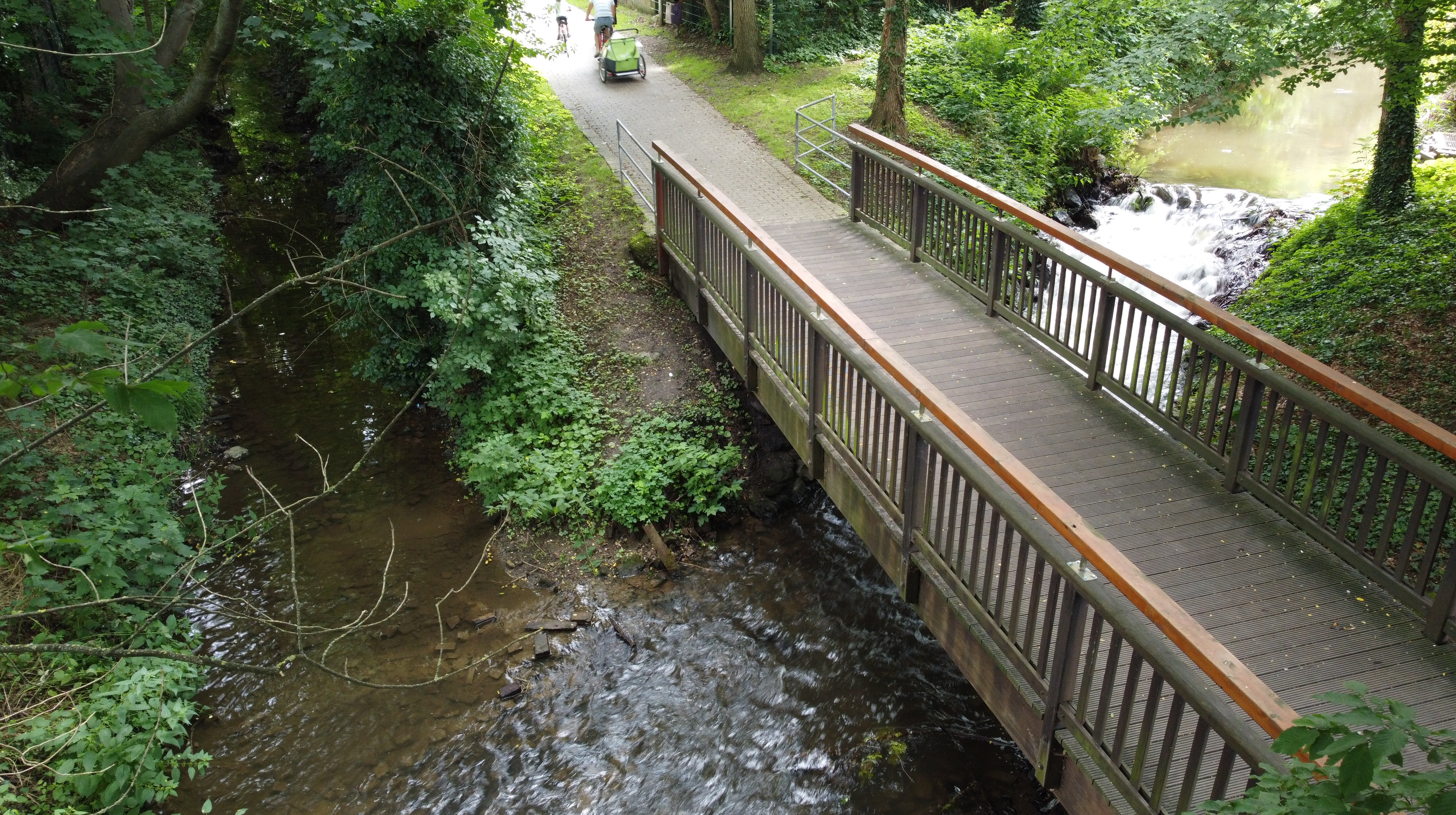
Jülich: Wasserfall (rechts) und Mündung des Mühlenteichs in den Ellbach (von links hinten)

Der Krauthausen-Jülicher Mühlenteich wird unmittelbar westlich von Selhausen aus der Rur abgeschlagen und verläuft sodann ungefähr parallel zur Rur in nordwestliche Richtung. Den geringsten Abstand zur Rur hat er im weiteren Verlauf mit gut 100 m zwischen Selgersdorf und Altenburg bei der Wohnschaft Dohr, am weitesten von ihr entfernt er sich mit 1,5 km beim Klostergut Karthaus im südöstlichen Bebauungsbereich Jülichs.
Von Karthaus aus fließt der Mühlenteich durch die ausgedehnten Werksareale der Zuckerfabrik und danach der Papierfabrik. Nachdem er den früher recht breiten Jülicher Bahnhof in einem über 100 m langen Durchlass unterquert hat, fließt er durch ein gehobenes Wohnviertel, das kurz nach dem Zweiten Weltkrieg als Nachfolgebebauung einer großen Fabrik entstand, und mündet mitten in diesem Viertel über einen etwa 1 m hohen „Wasserfall“ in den oft deutlich weniger Wasser führenden Ellebach, der auch Elle und Ellbach genannt wird.
Der Mündungsbereich war jahrzehntelang nicht öffentlich zugänglich und teilweise zugewachsen, erst in den 1990er-Jahren wurde ein öffentlicher Fuß- und Radweg entlang des Ellbachs eingerichtet, der auf einer hölzernen Brücke den Mühlenteich in Höhe des Wasserfalls überquert.

### Orte
Ortschaften am Lauf des Krauthausen-Jülicher Mühlenteichs mit ihren Zugehörigkeiten. Nur die Namen tiefster Schachtelungsstufe bezeichnen Siedlungsanrainer.
Kreis Düren
- Gemeinde Niederzier
  - Selhausen (rechts in wenig Abstand)
  - Krauthausen (überwiegend rechts)
- Stadt Jülich
  - Selgersdorf (rechts in etwas Abstand)
  - Dohr (rechts; Wohnplatz des folgenden Altenburg)
  - Altenburg (rechts)
  - Gut Lorsbeck (rechts)
  - Jülich (Kernstadt)

## Besonderheiten

### Wasser-Brücken

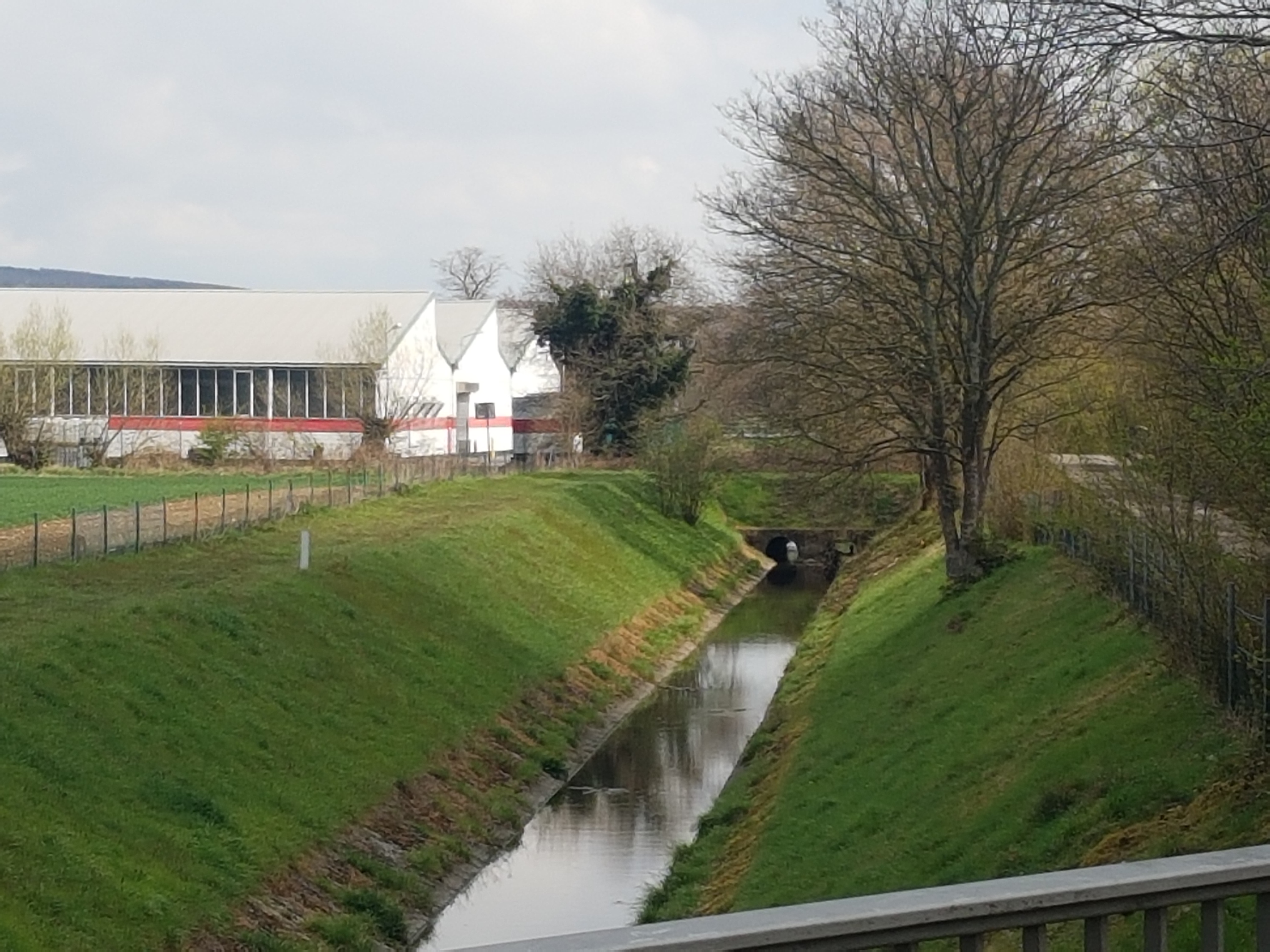
Überquerungsbauwerk des Krauthausen-Jülicher Mühlenteichs über den Vorfluter des Forschungszentrums Jülich

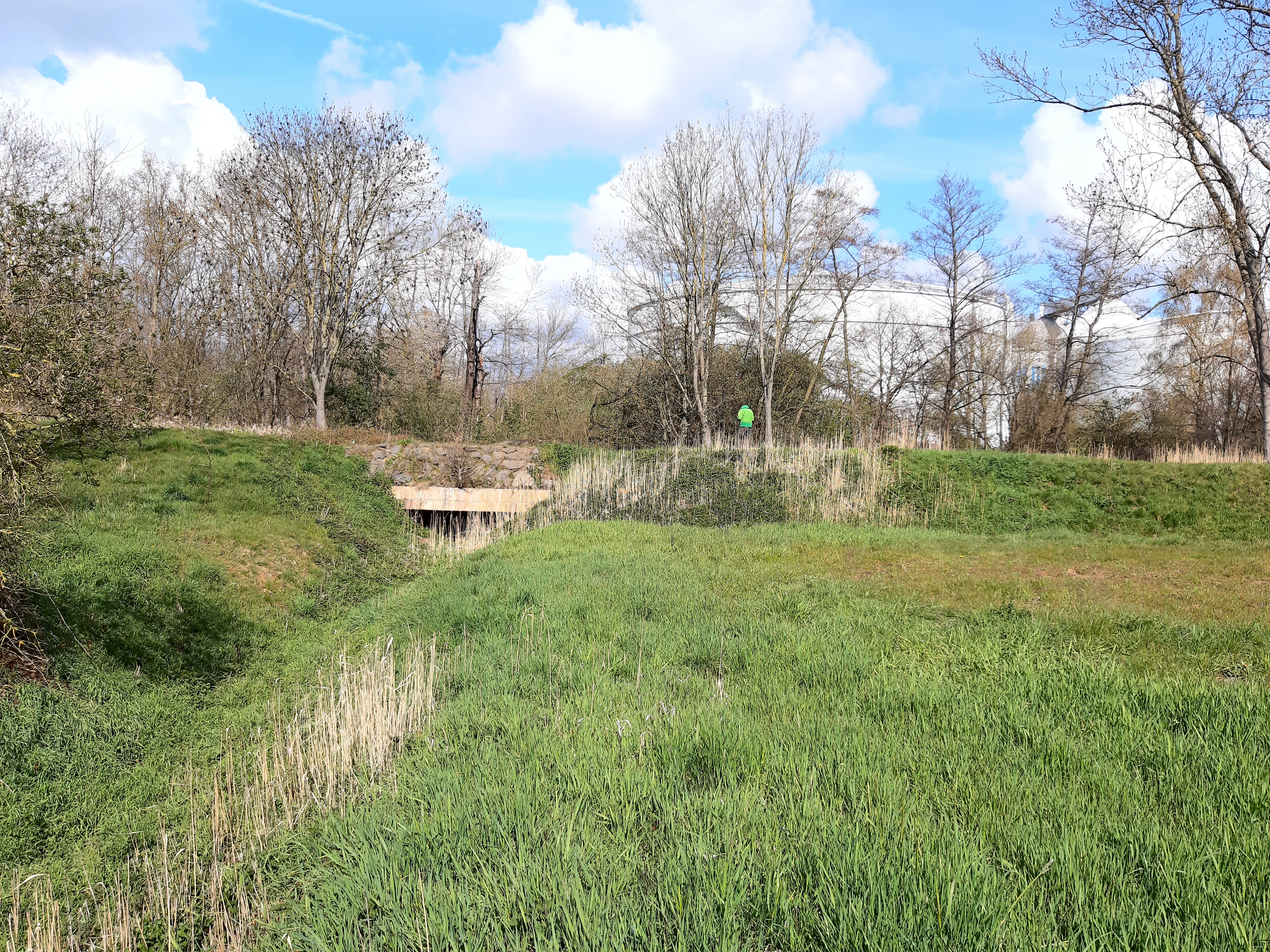
Überführung des Mühlenteichs über das trockene Bett des Iktebachs (vorne links), im Hintergrund die Zuckerfabrik

1956 wurde die Kernforschungsanlage Jülich gegründet (heutiges Forschungszentrum Jülich), deren Gebäude unweit nördlich des Iktebachs mitten im Wald errichtet wurde. Schon in den ersten Jahren erhielt sie einen Vorfluter, der sie mit der Rur verband. Zwischen Altenburg und dem nördlich unmittelbar daran anschließendem Werk Lorsbeck der Wellpappenfabrik Gissler überquert der Mühlenteich diesen Vorfluter, dessen Wasserspiegel hier etwa 2–3 m tiefer liegt.
Kurz bevor der Mühlenteich den südlichen Ortsrand von Jülich mit der Zuckerfabrik erreicht, unterquert er die Bahngleise der Bahnstrecke Düren–Jülich und wird gleich danach in etwa 2 m Höhe über das Bett des Iktebachs geführt. Er ist dort etwa 3 m breit und führt im Gegensatz zum Iktebach in aller Regel Wasser.